# Choczewo (village)
Pour les articles homonymes, voir Choczewo.
Choczewo est un village polonais de la voïvodie de Poméranie et du powiat de Wejherowo. Il est le siège de la gmina de Choczewo.

## Histoire
De 1772 à 1945, Chottschow fait partie de l'arrondissement de Lauenbourg-Bütow puis à partir de 1846, de l'arrondissement de Lauenbourg-en-Poméranie dans le district de Köslin dans la province de Poméranie.

## Projet nucléaire de Choczewo
En 2011, Choczewo est sélectionné, au côté de deux autres sites (Gąski et  Żarnowiec), pour accueillir la première centrale nucléaire polonaise, prévue pour être construite 9 ans plus tard. En 2014, une étude gouvernementale reporte l'ouverture de cette première centrale polonaise en 2024. Puis, début 2015, le ministre des Finances reporte la mise en service en 2027.
La commune est à nouveau choisie en 2022 pour être le site de la première centrale nucléaire Polonaise après que le chantier de la centrale nucléaire de Żarnowiec, lancé en 1982, soit abandonné en 1990. 
Le 28 octobre 2022, le premier ministre polonais, Mateusz Morawiecki, annonce que Westinghouse est choisi pour construire celle-ci qui, avec trois réacteurs, doit voir ses travaux commencé en 2026 pour une entrée en service en 2033. Trois réacteurs étant prévu plus tard.